# 33 Dywizja Grenadierów SS (1 francuska) „Charlemagne”
33 Dywizja Grenadierów SS (1 francuska) „Charlemagne” („Karol Wielki”) – jednostka Waffen-SS złożona z ochotników francuskich. 
Jej nazwa pochodziła od francuskiego imienia króla Franków i cesarza rzymskiego Karola Wielkiego. Powstała późno, bo dopiero we wrześniu 1944 roku w Wildflecken, jednak Francuzi służyli w Waffen-SS już wcześniej. Około 300 ochotników walczyło w dywizjach SS („Totenkopf” i „Wiking”), a we wrześniu 1943 roku do Waffen-SS dołączono Legion Ochotników Francuskich przeciw Bolszewizmowi (LVF), który służył na froncie wschodnim od lipca 1941 roku. Latem 1944 sformowano z najlepszych francuskich ochotników Francuską Ochotniczą Brygadę Szturmową SS (niecałe 1 200 żołnierzy), którą wysłano na Ukrainę. Cofając się pod naporem Armii Czerwonej brygada walczyła w okolicach Sanoka, na linii Wisłoka i Pielnicy oraz Przemyśla i Rzeszowa. Jej resztki wycofano do Gdańska, gdzie w sierpniu rozbudowano ją do ponad 7 300 żołnierzy i przekształcono w Brygadę Grenadierów SS (1 francuską) „Charlemagne”, a w lutym 1945 w dywizję, która walczyła następnie pod Stargardem. W chaosie ostatnich tygodni III Rzeszy dywizja się rozproszyła. Około 800 francuskich esesmanów dostało się do Berlina, gdzie bronili m.in. Kancelarii Rzeszy.

## Dowódcy
- SS-Oberführer Edgar Puaud (luty 1945 – 28 lutego 1945)
- SS-Brigadeführer Gustav Krukenberg (1 marca 1945 – 24 kwietnia 1945)
- SS-Standartenführer Walter Zimmermann (24 kwietnia 1945 – maj 1945)